# Puimisson
Puimisson – miejscowość i gmina we Francji, w regionie Oksytania, w departamencie Hérault.
Według danych na rok 1990 gminę zamieszkiwało 738 osób, a gęstość zaludnienia wynosiła 116 osób/km² (wśród 1545 gmin Langwedocji-Roussillon Puimisson plasuje się na 418. miejscu pod względem liczby ludności, natomiast pod względem powierzchni na miejscu 941.).